# المغاصيب (إب)

تعديل مصدري - تعديل

المغاصيب محلة تابعة لقرية المناخ، التابعة لعزلة ميتم بمديرية إب إحدى مديريات محافظة إب في الجمهورية اليمنية.، بلغ تعداد سكانها 129 حسب تعداد اليمن لعام 2004.